# Медведєв Сергій Костянтинович
Сергій Костянтинович Медведєв (нар. 2 червня 1958, Калінінград, РРФСР, СРСР) — російський журналіст, кінематографіст і телеведучий.

## Біографія
Сергій Медведєв народився 2 червня 1958 року в Калінінграді в родині тележурналіста. Професійну кар'єру розпочав у місцевій газеті.
У 1981 році закінчив факультет журналістики МГУ, пройшов навчання на Вищих економічних курсах при Держплані СРСР.
З 1981 по 1991 роки працював в Державному Комітеті СРСР по телебаченню і радіомовленню (Держтелерадіо СРСР), робив репортажі та нариси з різних республік і областей країни. З диктофоном в руці об'їздив країну, роблячи репортажі з місць.
З 1991—1992 рр. Медведєв працював оглядачем Студії інформаційних програм телебачення Всесоюзної державної телерадіомовної компанії «Останкіно». Через деякий час став ведучим інформаційної програми «Час» і вів репортажі з перших з'їздів депутатів, а також програму «120 хвилин» (пізніше «Доброго ранку» на ОРТ).
Під час серпневих подій 1991 року Медведєв був єдиним журналістом, який зміг розповісти в ефірі про події в столиці в той період. За цей репортаж Медведєв був звільнений, але ненадовго. Незабаром він повернувся на телебачення оглядачем Інформаційного телевізійного агентства Російської державної телерадіомовної компанії «Останкіно». У цей період діяльності Медведєв став головним інтерв'юером перших осіб держави. Він взяв інтерв'ю у Михайла Горбачова, Анатолія Чубайса, Віктора Черномирдіна, Бориса Єльцина, Юрія Лужкова.
З 15 березня 1995 по 13 серпня 1996 — Прессекретар Президента Російської Федерації і Помічник президента Російської Федерації Б. М. Єльцина.
Після відставки з посади прессекретаря Медведєв знову повернувся на телебачення і став першим заступником Генерального директора ОРТ. У 2000 році Медведєв брав участь у виборах в Державну думу третього скликання по Калінінградському округу № 84 в якості незалежного кандидата, але за підсумками голосування зайняв друге місце.
У 2001—2003 роках Медведєв обирався головою Ради директорів ЗАТ «Незалежна телекомпанія РТС» (м. Москва).
Разом з Олексієм Пімановим був співзасновником однієї з найбільших телекомпаній країни «Останкіно», яка виробляла для «Першого каналу» такі програми, як «Людина і закон», «Здоров'я», «Вартовий» (в різний час виробляла програми «Смачні історії», «Армійський магазин», «Кумири», документальні цикли «Кремль-9», «Луб'янка», "Документальний детектив ", " Таємниці століття ", " Народження легенди ", " Ударна сила ", " Спецназ ").
З 2016 року — ведучий документального циклу «Загадки століття» на телеканалі «Зірка».
З 2003 року Медведєв займав посаду голови ради директорів незалежної телекомпанії «Останкіно». Він автор і ведучий низки популярних телевізійних циклів, в тому числі історичного документального циклу «Луб'янка», який завоював вищу телевізійну нагороду «ТЕФІ» в номінації «Серіал телевізійних документальних фільмів». Автор документального фільму «Лебедине озеро на замовлення ГКЧП». Член Спілки журналістів Росії. Член Союзу кінематографістів РФ.
До грудня 2017 року — генеральний директор телекомпанії «Останкіно».

## Фільм про Миколу Гастелло
У 2007 році на Першому каналі в циклі «Таємниці століття» вийшов фільм Сергія Медведєва під назвою "Микола Гастелло. Хто зробив великий подвиг? ". Майже відразу ж проти цього фільму виступив син Гастелло, Віктор, звинувативши Сергія Медведєва і Перший канал у брехні і наклепі.

## Сім'я
Одружений. Має сина і дочку.

## Нагороди
- Медаль «Захиснику вільної Росії» (2 лютого 1993) — За виконання громадянського обов'язку при захисті демократії та конституційного ладу 19-21 серпня 1991 року[11].
- Телевізійна премія «ТЕФІ» (Номінація «Серіал телевізійних документальних фільмів», 2002) —  За документальний фільм «Луб'янка». "Л. Троцький. Приречений на вбивство "[12].
- Премія ФСБ Росії (номінація «Телевізійні та радіопрограми», 2007) —  За документальний фільм «Операція Агент.ru» з циклу «Луб'янка» .
- Премія ФСБ Росії (номінація «Телевізійні та радіопрограми», 2009) —  За документальний фільм "Юрій Андропов. П'ятнадцять місяців надії ".
- Премія ФСБ Росії (номінація «Телевізійні та радіопрограми», 2012) —  За документальний цикл «Таємниці розвідки» .
- Премія ФСБ Росії (номінація «Телевізійні та радіопрограми», 2014 року) —  За документальні фільми про співробітників органів безпеки .

## Класний чин
- Дійсний державний радник Російської Федерації 1 класу[13].